# アランフエスの無原罪の御宿り
『アランフエスの無原罪の御宿り』（アランフエスのむげんざいのおんやどり, 西: La Inmaculada de Aranjuez, 英: The Aranjuez Immaculate Conception）は、スペインのバロック期の画家バルトロメ・エステバン・ムリーリョが1675年頃に制作した絵画である。油彩。主題は聖母マリアが母アンナの懐胎の瞬間から原罪を免れたとする無原罪の御宿りから取られている。ムリーリョの20枚以上にもおよぶ無原罪の御宿りの絵画の中でも特に有名な作品の1つで、アランフエス宮殿に所蔵されていたことにちなんでいる。現在はマドリードのプラド美術館に所蔵されている。

## 主題
無原罪の御宿りとは聖母マリアが原罪の汚れを免れていたとする信仰である。聖母マリアはキリストの受肉の器に選ばれる運命にあったため無垢の存在であり、母アンナの胎内に宿った瞬間に人類で唯一原罪を免れたとされた。これはアンナが情欲なしに聖母マリアを身ごもったことを意味している。

## 制作背景
聖母マリアのより完全な純潔性を唱える無原罪の御宿りは9世紀にさかのぼり、中世を通じて次第にヨーロッパに浸透していった。11世紀から12世紀には神学的な論争に発展し、フランシスコ会は無原罪の御宿りを支持したのに対して、トマス・アクィナスをはじめとしてドミニコ会はこれを否定した。17世紀に入ると無原罪の御宿りはスペインにおいて中心的な信仰となり、1661年にはスペイン国王の働きかけでローマ教皇アレクサンデル7世が教書『ソリキトゥード・オムニウム・エクレシアルム』（Sollicitudo omnium ecclesiarum）において、聖母マリアが神の恩寵によって原罪を免れたことを宣言した。カトリックが無原罪の御宿りを教義として公認したのはそれから約200後の1854年であった。キリスト教美術において無原罪の御宿りの主題が広く現れるようになるのはルネサンス期以降と遅かったが、これは聖母マリアが母アンナの胎内に宿った瞬間の出来事を示すという主題の図像化が極めて困難であったことに起因している。

## 作品
幼く愛らしい聖母マリアは白い衣装と青いマントをまとい、両手を胸に当て、甘く切ない表情で天を見上げている。彼女は湧き立つ雲の上で、白く細い上弦の三日月の上に立っている。その足元では無邪気な様子のケルビムたちが聖母の純潔の象徴物を手に持っている。雲の側面を浮遊するケルビムは両腕にピンクのバラと白い百合の花を抱えており、雲の上に座っているケルビムはナツメヤシとオリーブの葉を両手で持っている。ムリーリョの晩年に位置する本作品は、彼の無原罪の御宿りの多くの作例の中でも、主題解釈において最も成熟している代表作の1つである。
無原罪の御宿りの初期の図像は『新約聖書』「ヨハネの黙示録」の足元に月を踏み太陽をまとうという「黙示録の女」の記述と結びつけられ、「閉じた庭」や「穢れなき鏡」といった聖母の純潔を表す伝統的な象徴物を説明的に画面の中に散りばめるという表現が採られた。セビーリャの異端審問所の美術監督官でもあった画家フランシスコ・パチェーコも1649年の『絵画芸術』（El arte de la pintura）の中で無原罪の御宿りを描く際に必要な象徴物をリストアップしている。これに対してムリーリョは聖母の無原罪性をより直感的に表現することを追求し、その過程で説明的な象徴物をできる限り省略しようとした。本作品では三日月の他に最小限の4種類の象徴物が描かれているが、ムリーリョの初期の作品であるセビーリャ美術館の『フランシスコ会士たちの無原罪の御宿り』や、本作品の数年後に制作された『ベネラブレスの無原罪の御宿り』 (プラド美術館) では月のみ描かれている。このように象徴物を減らす一方で、浮遊感や夢のような非日常性を与えることによって聖母の聖性を強調している。三日月についてはパーチェコは下弦の月として描くことを主張しているが、ムリーリョは本作品など代表的な作例において上弦の月として描いている。
ムリーリョの甘美な聖母の描写はルネサンス期のヴェネツィア派の巨匠ティツィアーノ・ヴェチェッリオによる感傷的な聖女像の類型を継承している。しかし霞の様式とも称されるムリーリョの柔らかなタッチはティツィアーノの女性像の生々しさを柔らかな空気感で包み込んでいる。それによって無垢で汚れのない少女のイメージを実現している。
本作品は縦長のキャンバスに描かれているが、美術史家ディエゴ・アングーロ・イニゲスは絵画の両端が切断された可能性を指摘している。

## 来歴
絵画は18世紀に初代レレナ伯爵ペドロ・ロペス・デ・レレナのコレクションであったらしい。1801年にはマドリードのファン・デ・アギーレ（Juan de Aguirre）のコレクションとなった。その後、スペイン王室のコレクションに加わり、1818年にマドリードのアランフエス宮殿のサン・アントニオ王室礼拝堂（Real capilla de san Antonio）で、1827年に同宮殿の女王の部屋で記録された。

## ギャラリー
プラド美術館には本作品の他にも以下のムリーリョの『無原罪の御宿り』が所蔵されている。

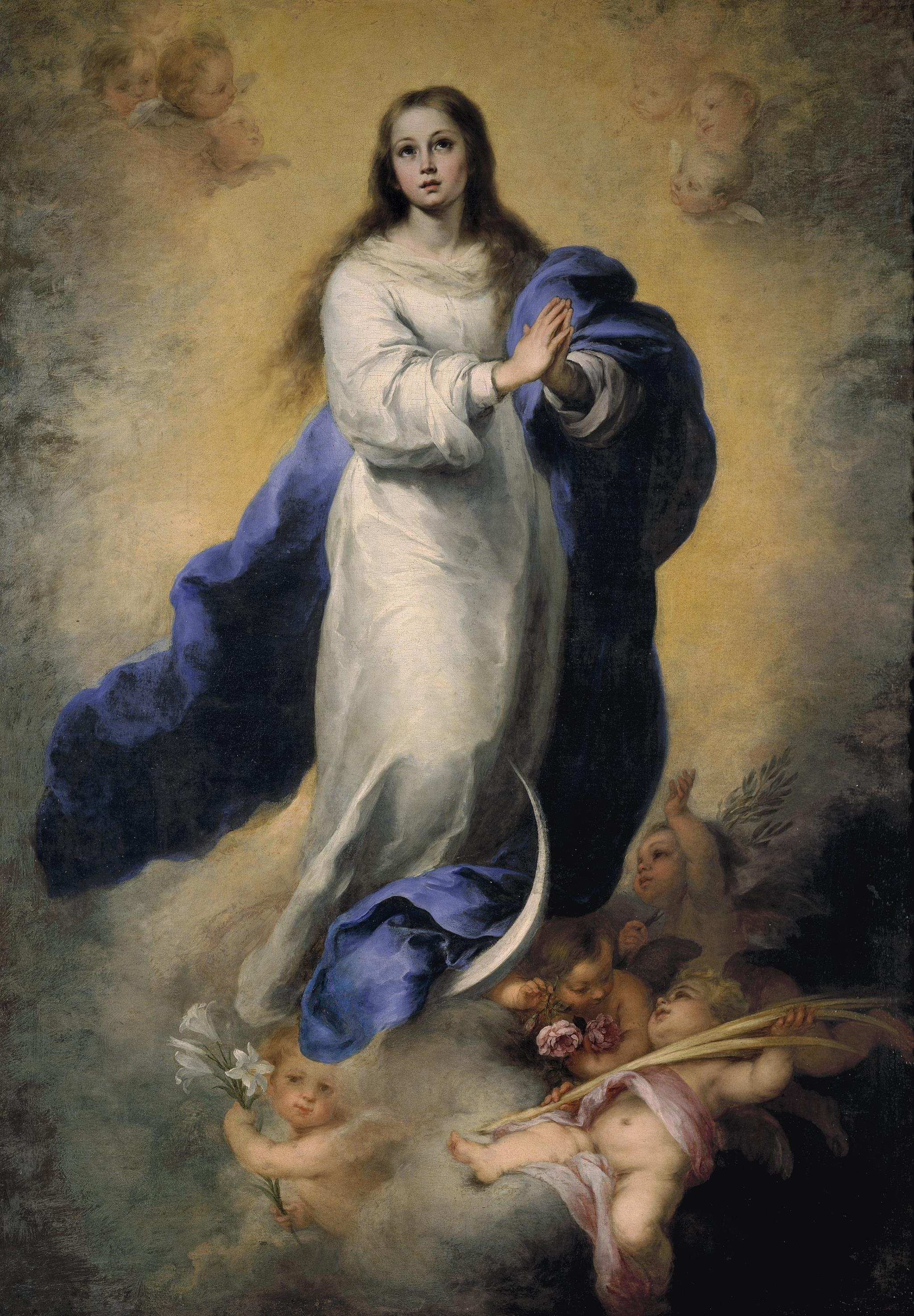
『エル・エスコリアルの無原罪の御宿り』1660年-1665年頃 プラド美術館所蔵
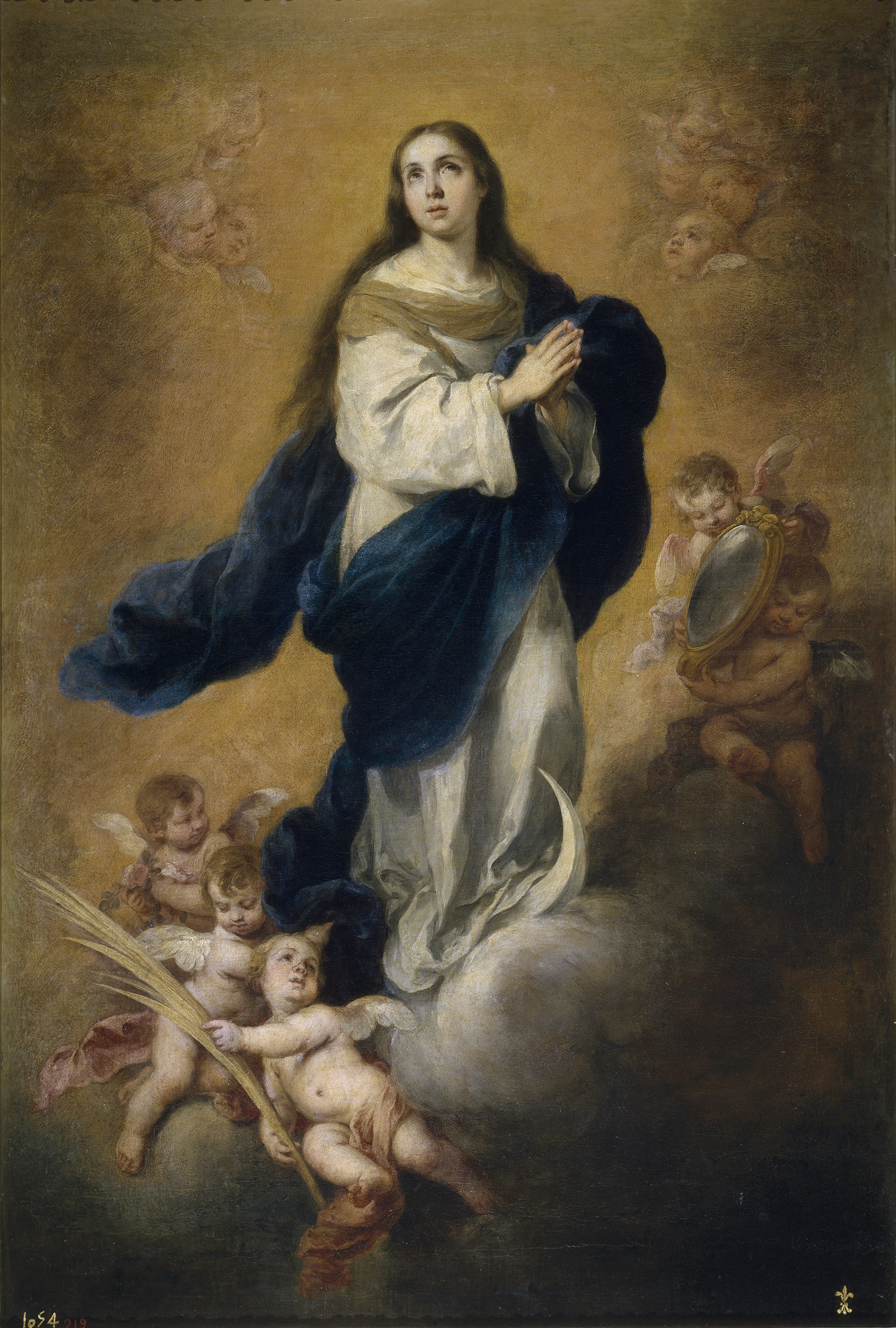
『無原罪の御宿り』1665年-1675年頃 プラド美術館所蔵
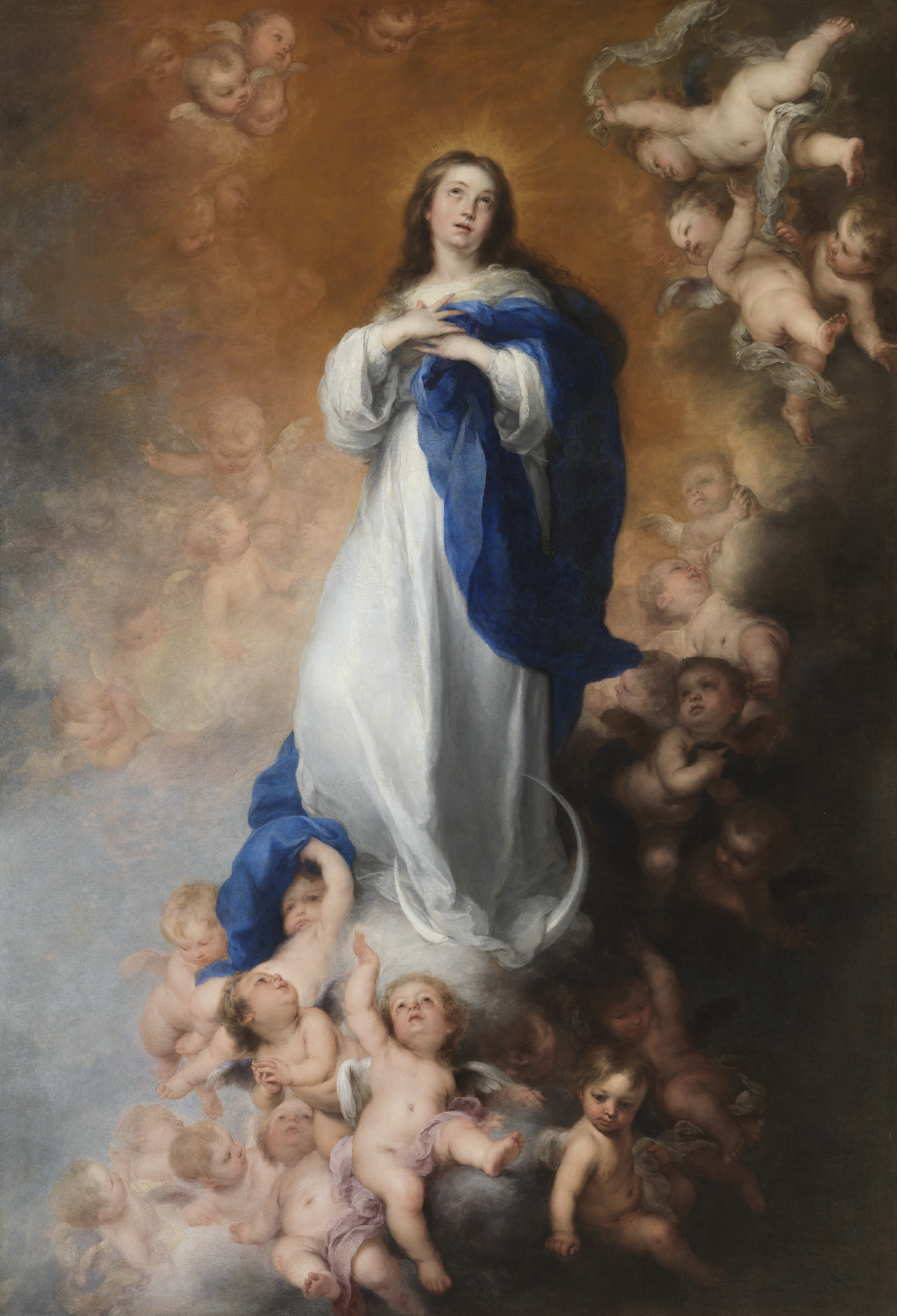
『ベネラブレスの無原罪の御宿り』1678年頃 プラド美術館所蔵